# Frankly Speaking
Frankly Speaking (비밀은 없어?, Bimir-eun eobs-eoLR; lett. "Non ci sono segreti") è una serie televisiva sudcoreana trasmessa su JTBC dal 1º maggio al 6 giugno 2024. Internazionalmente è distribuita da Netflix.

## Trama
Song Ki-baek, un presentatore di Ultra FM, soffre di un disturbo che lo costringe a parlare senza mezzi termini. Ciò attira l'attenzione di On Woo-ju, una scrittrice di varietà che decide di scritturarlo per un programma sull'amore.

## Personaggi e interpreti
- Song Ki-baek, interpretato da Go Kyung-pyo
- On Woo-ju, interpretata da Kang Han-na